# I Miss You (canção de Blink-182)
"I Miss You" é um single da banda norte-americana Blink-182, lançado dia 1 de março de 2004 pela gravadora Geffen Records.
No Brasil, a canção foi lançada como parte da trilha sonora internacional da 11ª temporada da série Malhação, da Rede Globo, Malhação Internacional 2004, fazendo bastante sucesso.

## Faixas

### CD 1[3]
1. "I Miss You"
2. "Not Now"
3. "Feeling This" (videoclipe)

### CD 2
1. "I Miss You"
2. "Not Now"
3. "I Miss You" (mix de James Guthrie)